# Cromoplasto
I cromoplasti sono un tipo di plastidi, quindi degli organuli cellulari tipici delle cellule eucariote vegetali.
Hanno la funzione di sintetizzare e accumulare pigmenti quali carotenoidi, xantofille e antociani e sono sprovvisti di clorofilla.
Lo stadio di cromoplasto segue spesso quello iniziale di cloroplasto, dunque esso rappresenta una fase terminale della vita del plastidio, quella in cui avviene la degradazione proteica e la messa in evidenza della componente lipidica e dei pigmenti in essa solubili.
Sono responsabili del colore arancione, rosso e giallo di fiori, frutti e radici (es. la carota). Se presenti in organi epigei, contribuiscono, con il conferimento del colore, alla funzione vessillare.
Nei cromoplasti è presente un sistema esteso di membrane ma non ci sono grana, i pigmenti possono essere associati alle membrane o diffusi nello stroma sotto forma di cristalli, corpi filamentosi o goccioline (dette plastoglobuli).
Possono derivare:
- da proplastidi o da leucoplasti (es. barbabietola e carota)
- dai cloroplasti in seguito a demolizione della clorofilla, sintesi dei carotenoidi e scomparsa del sistema lamellare (es. nel pomodoro). Lo sviluppo del cromoplasto è accompagnato da una massiva induzione di enzimi che catalizzano la biosintesi di carotenoidi.

Assimilabili ai cromoplasti, ma differenziati dal fatto che in essi non avviene sintesi di carotenoidi ex novo, sono i gerontoplasti, organuli che derivano da processi degradativi irreversibili in cloroplasti di foglie senescenti.